# جميمة
جميمة  قرية سوريّة تتبع إداريّاً لمحافظة حلب منطقة جبل سمعان ناحية الحاضر، بلغ تعداد سكانها 1,159 نسمة حسب التعداد السكاني لعام 2004.